# Portellet (Sobremunt)
El Portellet és una masia de Sobremunt (Lluçanès) inclosa a l'Inventari del Patrimoni Arquitectònic de Catalunya.

## Descripció
Edifici civil amb teulada de dues vessants orientat a migdia. Gran casal. S' hi accedeix per una lliça on s' hi observa la inscripció: JOAN POTELLES - 1687.
S' hi observen diferents cossos. El més antic, de grans proporcions, té cantoneres, portals i finestres de pedra. La façana que dona a migdia, consta de tres grans voltes de carro que configuren un porxo; a sobre hi ha una eixida amb cinc grans finestrals de forma arrodonida. Té més d'una vintena de finestres amb llindes que oscil·len entre el 1706 i el 1871. Un mur de pedra envolta la masia.

## Història
Es troben tres llindes que informen de tres grans renovacions. Una del 4 de juny de 1819, l'altre de 1792 per Silvestre Potelles, i l'altre de 1823, per Josep Potelles.
Històricament, el document més antic és del segle xiv. L' any 1367, en un capítol matrimonial, consta que una noia de Potelles es casa amb Ramon de Codina, de la Codina de Sant Bartomeu del Grau.